# Coenzima
Las coenzimas son cofactores orgánicos no proteicos, termoestables, que unidos a una apoenzima constituyen la holoenzima o forma catalíticamente activa de la enzima. Tienen en general baja masa molecular (al menos comparada con la apoenzima) y son claves en el mecanismo de catálisis, por ejemplo, aceptando o donando electrones o grupos funcionales, que transportan de una enzima a otra. 

Mecanismo simplificado de una coenzima

A diferencia de las enzimas, las coenzimas se modifican durante la reacción química; por ejemplo, el NAD+ se reduce a NADH cuando acepta dos electrones (y un protón) y por tanto se agota; cuando el NADH libera sus electrones se recupera el NAD+, que de nuevo puede actuar como coenzima.

## Mecanismo de acción de las coenzimas
El mecanismo de acción básico de las coenzimas es el siguiente: 
1. La coenzima se une a una enzima.

Gráfico de la función de una coenzima.

2. La enzima capta su sustrato específico.
3. La enzima ataca a dicho sustrato, transfiriendo algunos de sus electrones. En realidad la unión de sustrato y enzima produce una nueva sustancia. Esta sustancia es inestable, lo que provoca su separación en diferentes partes: enzima, producto, y la forma reducida de la coenzima, que se quedó con algunos electrones (al oxidar el sustrato esta se reduce) por presentar mayor fuerza de atracción molecular.
4. La enzima cede a la coenzima dichos electrones provenientes del sustrato.
5. La coenzima acepta dichos electrones y se desprende de la enzima.
6. La coenzima reducida va a la cadena de transporte de electrones, en la cual se genera ATP y H2O (respiración celular), al "dejar" allí sus electrones esta mediante una lanzaderas, vuelve a su estado inicial.

Este último paso es esencial para no agotar la dotación de coenzimas de una célula ya que las enzimas junto con las que actúa no pueden realizar la reacción química sin el concurso de su coenzima.
Algunas coenzimas están fuerte y permanentemente unidas a su enzima, constituyendo en la práctica un grupo prostético; tal es el caso del FMN a la enzima NADH deshidrogenasa o el FAD a la succinato deshidrogenasa.
Cada coenzima está especializada en aceptar y transportar un tipo de átomos determinado; unos aceptan hidrógenos, otros grupos acetilo, amino, etc. No obstante, las coenzimas no son nada específicas respecto a las enzimas a las que se unen, de modo que una misma coenzima puede unirse a un gran número de enzimas distintas y es por ello que el número de coenzimas diferentes es relativamente bajo.

## Principales coenzimas

Coenzima A.

- FAD (flavín-adenín dinucleótido): transferencia de electrones y protones.
- FMN (flavín mononucleótido): transferencia de electrones y protones.
- NAD+(nicotín-adenín dinucleótido): transferencia de electrones y protones.
- NADP+ (nicotín-adenín dinucleótido fosfato):
- Coenzima A: transferencia de grupos acetilo (por ejemplo, en la descarboxilación del ácido pirúvico) y de grupos acilo en general.
- Coenzima Q: transferencia de electrones en la cadena respiratoria.
- Coenzima B12: transferencia de grupos metilo o hidrógenos entre moléculas.
- TPP (pirofosfato de tiamina): transferencia de grupos aldehído; forma parte, entre otros, del complejo piruvato deshidrogenasa.
- Vitamina C.
- PLP (fosfato de piridoxal): transferencia de grupos amino.
- PMP (fosfato de piridoxamina): transferencia de grupos amino.
- FH4 (ácido tetrahidrofólico): transferencia de grupos formilo, metenilo y metileno.
- Biocitina: transferencia de dióxido de carbono.
- Ácido lipoico: transferencia de hidrógenos, grupos acilo y metilamina.

## Coenzimas y vitaminas
Muchas vitaminas, o sus derivados, actúan como coenzimas:
- Vitamina B1 o tiamina: su derivado, el pirofosfato de tiamina es esencial para el metabolismo energético de los glúcidos.
- Vitamina B2 o riboflavina: sus derivados son nucleótidos coenzimáticos con gran poder reductor como el FAD y el FMN.
- Vitamina B3 o niacina: sus derivados son nucleótidos coenzimáticos con gran poder reductor como el NAD+ o el NADP+.
- Vitamina B5 o ácido pantoténico: su principal derivado es la coenzima A (Co-A), con gran importancia en diversos procesos metabólicos.
- Vitamina B6 o piridoxina. Sus principales derivados son las coenzimas PLP (fosfato de piridoxal) y PMP (fosfato de piridoxamina), esenciales en el metabolismo de los aminoácidos.
- Vitamina B7 o biotina (vitamina H o vitamina B8). Su derivado, la biocitina, es esencial para el funcionamiento de numerosas carboxilasas (enzimas).
- Vitamina B9 o ácido fólico (vitamina M). Su derivado, el FH4 es esencial en la síntesis de purinas.